# Рябеево (Тверская область)
Рябе́ево — деревня в Калининском районе Тверской области. Относится к Никулинскому сельскому поселению.
Расположена к западу от Твери, в 3 км от посёлка Мигалово, на правом берегу Волги.
В 2002 году — 8 постоянных жителей, в 2010 — 11.
Известно расположением здесь «обкомовских дач».

## История
Во время Великой Отечественной войны (декабрь 1941 года) соединения 29-й армии (246-я и 252-я стрелковые дивизии), несколько раз переправлялись по льду через Волгу, имея приказ наступать на Даниловское, чтобы перерезать Старицкое шоссе. На берегу Волги Братская могила воинов Красной Армии (всего захоронено 627 человек, имена 333 известны).